# Songs of Cinema
Songs of Cinema (dt. Lieder des Kinos) ist das dreiundzwanzigste Studioalbum des US-amerikanischen Sängers Michael Bolton. Das Album erschien am 10. Februar 2017 bei Frontiers Records. Das Album enthält zusätzlich eine balladeske Version des Projektes Boltons mit der Gruppe The Lonely Island, Jack Sparrow.
Das Album erreichte Platz 90 der offiziellen deutschen Albumcharts.

## Titelliste
1. Beauty and the Beast (featuring Deborah Sasson) – 3:09 (aus Die Schöne und das Biest)
2. When a Man Loves a Woman (Version 2017) – 3:56 (aus When a Man Loves a Woman – Eine fast perfekte Liebe)
3. Stand by Me – 2:57 (aus Stand by Me – Das Geheimnis eines Sommers)
4. I Got a Woman – 3:21 (aus Ray)
5. I Will Always Love You (featuring Dolly Parton) – 3:36 (aus Bodyguard)
6. Old Time Rock and Roll – 3:07 (aus Lockere Geschäfte)
7. I Heard It Through the Grapevine – 4:06 (aus Der große Frust)
8. Cupid – 3:10
9. Somewhere Over the Rainbow – 3:28 (aus Der Zauberer von Oz)
10. As Time Goes By – 3:17 (aus Casablanca)
11. Jack Sparrow – 1:43 (inspiriert von Fluch der Karibik)